# Convención abierta

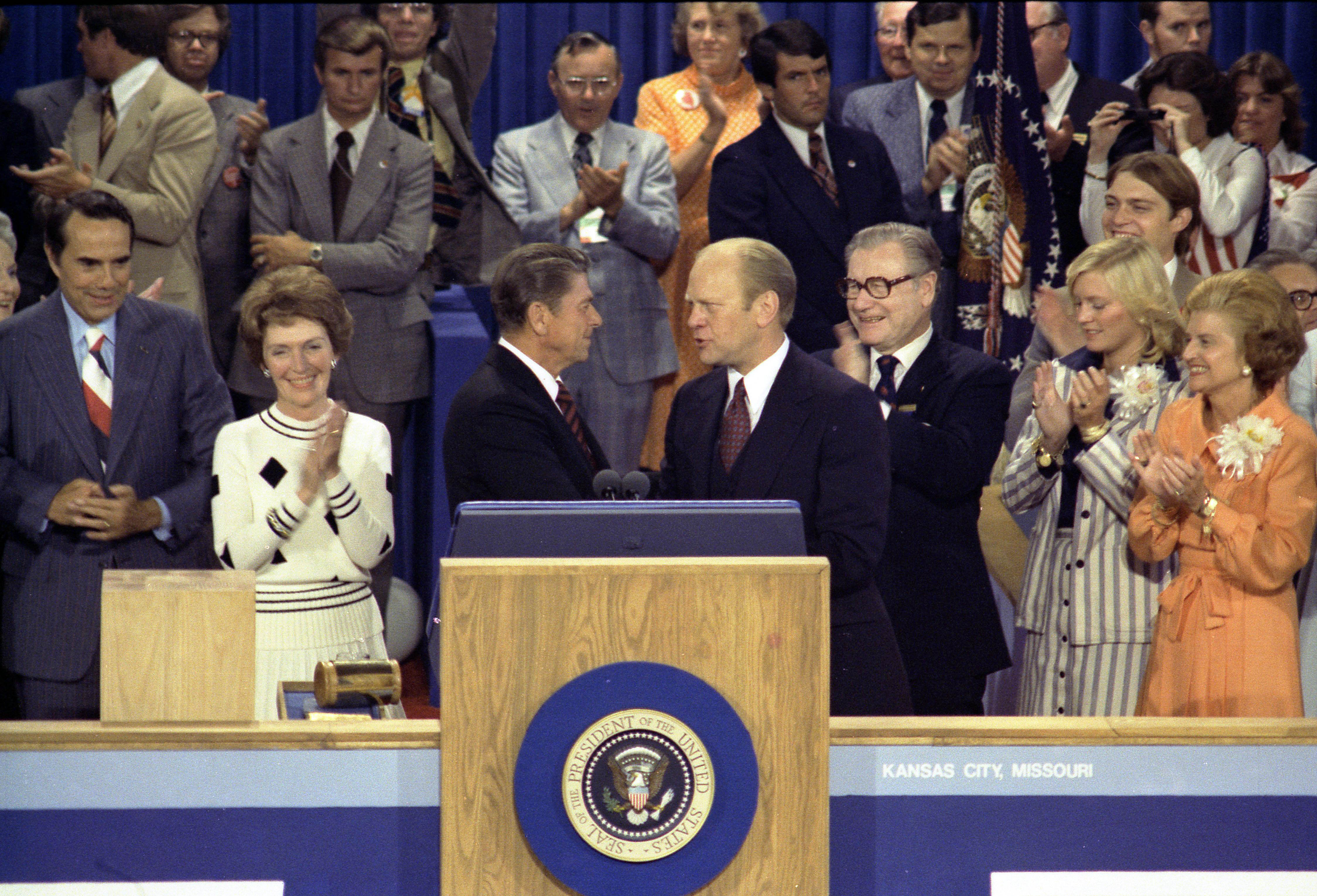
Convención de 1976 entre Geral Ford y Dole

En Estados Unidos, la expresión (inglés: «Brokered convention») es aquella en la que no solo se proclama al candidato, que es lo habitual en las últimas campañas electorales, sino que previamente se le vota.
El precedente de las «convenciones abiertas» no ha sido bueno para las candidatos nominados de esta forma, es decir, en votación realizada durante la convención.
Los dos candidatos que en los últimos 60 años han sido elegidos en convenciones «abiertas» fueron el republicano Thomas E. Dewey, que se enfrentó a Harry Truman en 1948, y el demócrata Adlai Stevenson, que compitió con Dwight Eisenhower en 1952. Los dos perdieron.
De ahí que los estrategas de ambos partidos estén trabajando sin descanso para conseguir que el candidato sea perfilado al final del proceso de primarias y caucus en todo el país.
Si a estas alturas en las elecciones presidenciales de Estados Unidos, en algunos de los dos partidos no existe un candidato con el suficiente número de delegados como para lograr la candidatura, se llegaría a lo que en la política electoral americana se conoce como «convención abierta».
- Datos: Q4973551
- Multimedia: Brokered convention / Q4973551